# Pero Abelo
Pero Abelo foi um fidalgo português que no ano de 1507, por ordem de D. Francisco de Almeida, se dirigiu numa armada a Panane, Índia, onde muito se distinguiu, combatendo os mouros de Calecut.